# カラジ
カラジ（英語表記：Karasi）はオーストラリアの競走馬である。日本への遠征を重ね、中山グランドジャンプ3連覇を達成した。障害競走での主戦騎手はブレット・スコットで、腕をぐるぐる振り回してムチを入れるいわゆる風車ムチで有名。長距離が得意であるためマイル戦などではほとんどのレースで惨敗しているが、長距離では平地競走でも上位の成績を収めた。

## 戦績

### 2004年以前
当初はイギリスで競走を行っていた。のちにオーストラリアに移籍するとGIアデレードカップで2着、メルボルンカップで4着に入るなど長距離レースで活躍した。
2003年8月に障害競走に転じると2戦目で初勝利を挙げ、その後も平地競走をはさみながら2004年にはヤランバクラシックハードル、オーストラリアンハードルなどの重賞競走に優勝した。なお、オーストラリアのチェイスの最大の競走の一つであるヒスケンススティープルチェイスでも3着と好走している。2004年7月31日のオーストラリアでの障害競走出走以降、引退までペガサスジャンプステークスと中山グランドジャンプ以外の障害競走には出走していない。

### 2005年以降
日本での初戦は2005年のペガサスジャンプステークス。バローネフォンテンの3着となかなかの好走を見せ、続く中山グランドジャンプではそのバローネフォンテンや阪神スプリングジャンプを勝ったナムラリュージュが出走しなかったなどの理由で最終的に単勝1番人気に推された。レースではペガサスジャンプステークス2着で3番人気のフォンテラ（ニュージーランド調教馬）が大竹柵障害で落馬競走中止。空馬となって2番人気のロードプリヴェイルに何度も絡んでいったこともあり、カラジは人気に応えてJ・GI初勝利を挙げる。帰国後はしばらく休養し、翌年平地競走ではあるが自身の名を冠したカラジ“中山GJウィナー”ハンデに出走するも5頭立ての最下位に敗れる。その後も平地競走のみに出走するが全敗、スコット騎手が騎乗した3000メートルのレースでの2着がもっともよい結果であった。
そしてふたたび訪日し、ペガサスジャンプステークスに出走するとテレジェニックの2着に入り、連覇を狙い中山グランドジャンプへ出走。前年のJ・GI中山大障害優勝馬である4歳のテイエムドラゴンが単勝オッズ2.3倍の1番人気となり、そのテイエムドラゴンの父のアドマイヤベガより年上の11歳のカラジとの2強体勢のなかスタートが切られる。レースはバルトフォンテンが先頭を切るが大竹柵障害手前で競走中止。フォンテラからメジロオーモンドと先頭が変わる。テイエムドラゴンは先行。カラジはやや後方を追走し中盤で一気に4番手に上がると最後の直線手前で先頭に立ち、追ってくるテイエムドラゴンとの争いとなったがスコットの怒涛の風車ムチに応えたカラジがクビ差で制した。レース終了後、カラジの進路のとり方について審議が行われたが着順に変更はなく確定し、ゴーカイと並ぶ史上2頭目の中山グランドジャンプ連覇となった。
これらの活躍により2004/05シーズン、2005/06シーズンと連続でオーストラリアの最優秀障害馬に選ばれている。なお、この間オーストラリアの障害競走には一度も出走していない。
そして中山グランドジャンプ3連覇を目指し、2007年も訪日。まずはペガサスジャンプステークスに出走し3着に入る。迎えた中山グランドジャンプでは中団からレースを進め、徐々に進出を開始。最後の直線でメルシーエイタイムを捕らえて先頭に立ち、最後の障害を飛越したあと、この年もスコットの風車ムチによりリワードプレザンの追い込みを凌ぎ、史上初の中山グランドジャンプ3連覇という金字塔を打ち立てた（自身が前年に記録したJRA史上最高齢勝利記録を更新する12歳での優勝）。帰国後は休養に入り、12月30日の平地競走で復帰した。
2008年はオーストラリアの平地競走を5戦（全敗）したあと、過去3年と同様にペガサスジャンプステークスに出走し、中山グランドジャンプを最後に引退する予定であったが、競馬学校での検疫を終え中山競馬場でペガサスジャンプステークスに向けて調教中の3月27日に右前浅屈腱炎を発症したため、両競走への出走を取りやめ、そのまま引退することになった。4連覇を目前にして無念の引退となったことから、日本中央競馬会は3月29日から4月5日までファンからのメッセージを募集し、4月6日に中山競馬場で関係者にメッセージの贈呈式を行った。引退後もエリック・マスグローヴ厩舎で繋養されていた。
2024年9月23日、加齢による衰えの兆候がみられ、苦痛を避けるために安楽死の措置がとられた。

## 馬主
当初はアーガー・ハーン4世の持ち馬であった。後年カラジの馬主となったピアース・モーガン（Pearse Morgan、1958年8月24日 - ）はオーストラリアの公認会計士およびモエ・レーシングクラブの取締役で、カラジのほかにはフジファンタジー（VRCオークス4着）を所有。勝負服の柄は朱色、白ダイヤモンド、黒袖を使用している。

## 血統表
| カラジの血統          | カラジの血統                                     | カラジの血統                                   | （血統表の出典）                               | （血統表の出典） |
| 父系                  | ニジンスキー系                                   | ニジンスキー系                                 | ニジンスキー系                                 | [ § 2 ]          |
| 父 Kahyasi 1985 鹿毛  | 父の父*イルドブルボン Ile de Bourbon 1975 黒鹿毛 | Nijinsky II                                    | Northern Dancer                                | Northern Dancer  |
| 父 Kahyasi 1985 鹿毛  | 父の父*イルドブルボン Ile de Bourbon 1975 黒鹿毛 | Nijinsky II                                    | Flaming Page                                   |                  |
| 父 Kahyasi 1985 鹿毛  | 父の父*イルドブルボン Ile de Bourbon 1975 黒鹿毛 | Roseliere                                      | Misti                                          | Misti            |
| 父 Kahyasi 1985 鹿毛  | 父の父*イルドブルボン Ile de Bourbon 1975 黒鹿毛 | Roseliere                                      | Peace Rose                                     |                  |
| 父 Kahyasi 1985 鹿毛  | 父の母Kadissya 1979 鹿毛                         | Blushing Groom                                 | Red God                                        | Red God          |
| 父 Kahyasi 1985 鹿毛  | 父の母Kadissya 1979 鹿毛                         | Blushing Groom                                 | Runaway Bride                                  |                  |
| 父 Kahyasi 1985 鹿毛  | 父の母Kadissya 1979 鹿毛                         | Kalkeen                                        | Sheshoon                                       | Sheshoon         |
| 父 Kahyasi 1985 鹿毛  | 父の母Kadissya 1979 鹿毛                         | Kalkeen                                        | Gioia                                          |                  |
| 母 Karamita 1977 鹿毛 | 母の父Shantung 1956 鹿毛                         | Sicambre                                       | Prince Bio                                     | Prince Bio       |
| 母 Karamita 1977 鹿毛 | 母の父Shantung 1956 鹿毛                         | Sicambre                                       | Sif                                            |                  |
| 母 Karamita 1977 鹿毛 | 母の父Shantung 1956 鹿毛                         | Barley Corn                                    | Hyperion                                       | Hyperion         |
| 母 Karamita 1977 鹿毛 | 母の父Shantung 1956 鹿毛                         | Barley Corn                                    | Schiaparelli                                   |                  |
| 母 Karamita 1977 鹿毛 | 母の母Shahinaaz 1965 鹿毛                        | *ヴェンチア Venture                            | Relic                                          | Relic            |
| 母 Karamita 1977 鹿毛 | 母の母Shahinaaz 1965 鹿毛                        | *ヴェンチア Venture                            | Rose O'Lynn                                    |                  |
| 母 Karamita 1977 鹿毛 | 母の母Shahinaaz 1965 鹿毛                        | Cherry                                         | Prince Bio                                     | Prince Bio       |
| 母 Karamita 1977 鹿毛 | 母の母Shahinaaz 1965 鹿毛                        | Cherry                                         | Baghichen                                      |                  |
| 母系(F-No.)           | 16号族(FN:16-d)                                  | 16号族(FN:16-d)                                | 16号族(FN:16-d)                                | [ § 3 ]          |
| 5代内の近親交配       | Prince Bio M4×M4=12.50%、Nasrullah S5×M5=6.25%   | Prince Bio M4×M4=12.50%、Nasrullah S5×M5=6.25% | Prince Bio M4×M4=12.50%、Nasrullah S5×M5=6.25% | [ § 4 ]          |
| 出典                  | 1. 2. 3. 4.                                      | 1. 2. 3. 4.                                    | 1. 2. 3. 4.                                    | 1. 2. 3. 4.      |